# Колоскова, Рузана Юрьевна
Рузана Юрьевна Колоскова (5 апреля 1997, Самара) — российская футболистка, защитница.

## Биография
Занималась футболом сначала во дворе, а с 2009 года — в футбольной школе ЦСК ВВС (Самара), первый тренер — Разия Нуркенова. Бронзовый призёр первенства России среди 17-летних 2014 года в составе сборной Самарской области, на этом же турнире признана лучшей защитницей.
Взрослую карьеру начинала в клубах первого дивизиона. В 2012—2015 годах играла за старшую команду ЦСК ВВС, в некоторых матчах выходила на позиции вратаря. В 2016—2018 годах выступала за казанский «Мирас».
В начале 2019 года перешла в ижевское «Торпедо». Дебютный матч в высшем дивизионе России сыграла 21 апреля 2019 года против ЦСКА, заменив на 86-й минуте Алину Лихота. Не смогла закрепиться в составе ижевского клуба, сыграв за половину сезона только 4 матча в высшей лиге (из них один — в стартовом составе), и уже летом 2019 года покинула команду. Играла за «Дончанку», с 2021 по 2023 года выступала за «Крылья Советов».
Выступала за юношескую сборную России.
По национальности является цыганкой.